# The Sign of Four
The Sign of Four er en britisk stumfilm fra 1923 af Maurice Elvey.

## Medvirkende
- Eille Norwood som Sherlock Holmes
- Isobel Elsom som Mary Morstan
- Fred Raynham som Abdullah Khan
- Arthur M. Cullin som Doctor John Watson
- Norman Page som Jonathan Small
- Humberston Wright som Sholto
- Henry Wilson som Pygmy
- Madame d'Esterre som Mrs Hudson
- Arthur Bell som Athelney Jones